# Dracophyllum matthewsii
Dracophyllum matthewsii là một loài thực vật có hoa trong họ Thạch nam. Loài này được (Carse) Carse mô tả khoa học đầu tiên năm 1926.